# 名島啓太
名島 啓太（なじま けいた、1973年 - ）は、日本の作曲家、合唱指揮者。
日本合唱指揮者協会第10代理事長。新潟大学合唱団常任指揮者。

## 経歴
1973年（昭和48年）東京都生まれ。立教大学社会学部卒業。
2022年1月にJCDA日本合唱指揮者協会第10代理事長に就任。

## 著書
- NAOTO&NAJIMA METHOD 合唱エクササイズ 指揮編(1) （相澤直人との共著）
- NAOTO&NAJIMA METHOD 合唱エクササイズ 指揮編(2)

## 作品
- 無伴奏混声合唱のための『三つのモテット』
- 女声合唱曲『今日もひとつ』
- 四人の作曲家による連作ミサ曲『深き淵より』
- 学生合唱のための『スチューデント・ソングブック』
- 混声合唱曲『今日もひとつ』
- ミサ曲第1番『日本から』
- 無伴奏混声合唱のための『三つのモテット』
- 四声のミサ曲 (ミサ曲第2番)
- 無伴奏混声合唱曲『春が来たなら』